# Peugeot 406
O Peugeot 406 é um modelo de porte médio-grande produzido pela Peugeot entre 1995 e 2004, sendo substituto do Peugeot 405. 
O 406 foi lançado pouco tempo após a estreia no Salão de Frankfurt no ano de 1995, sendo produzido até 2004 (2005 para o cupê), quando foi substituído pelo Peugeot 407, e até 2008 no Egito. Compartilhava a mesma plataforma do Citroën Xantia sem a suspensão hidro-pneumática Hydractive porem usando a suspensão traseira multilink.
Foi projetado pelo estúdio italiano Pininfarina, e teve 3 carrocerias: sedã, perua e cupê. Em 1999 recebeu um facelift externo.

## 406 Toscana
Em 1996 foi apresentado uma variação do 406, era o carro conceito chamado de 406 toscana, fazendo alusão a cidade de Toscana era um conversível tipo Targa semelhante ao Sedan, cujo designe pega emprestado os ideais e proporções clássicas dos artistas renascentistas italianos, o que fez dele uma escultura com movimento, assim se referia a Peugeot sobre o carro na época, desenhado pelo estúdio de Pininfarina, o conceito dá origem ao conhecido 406 coupé.

## Motorização

### Gasolina
- 1.6L de 88 cavalos
- 1.8L de 90 e 112 e 117 cavalos
- 2.0L de 132 e 136 ou 139 cavalos
- 2.0L Turbo de 147 e 140 cavalos
- 2.2L de 158 cavalos
- 2.9L (3.0) V6 com 190 ou 207 ou 194 cavalos

### Diesel
- 1.9L TD de 90 cavalos
- 2.0L HDi de 109 cavalos
- 2.1L TD
- 2.2L HDi de 133 cavalos.

## Curiosidades
- O carro ganhou fama por aparecer como um táxi turbinado nos filmes Taxi, Taxi 2 e Taxi 3.
- Foi recordista em consumo no ano de  2002, percorrendo uma distancia de 2.348 km com apenas um tanque de Diesel
- A versão coupé vendeu 100.000 unidades.[2]

## Fotos

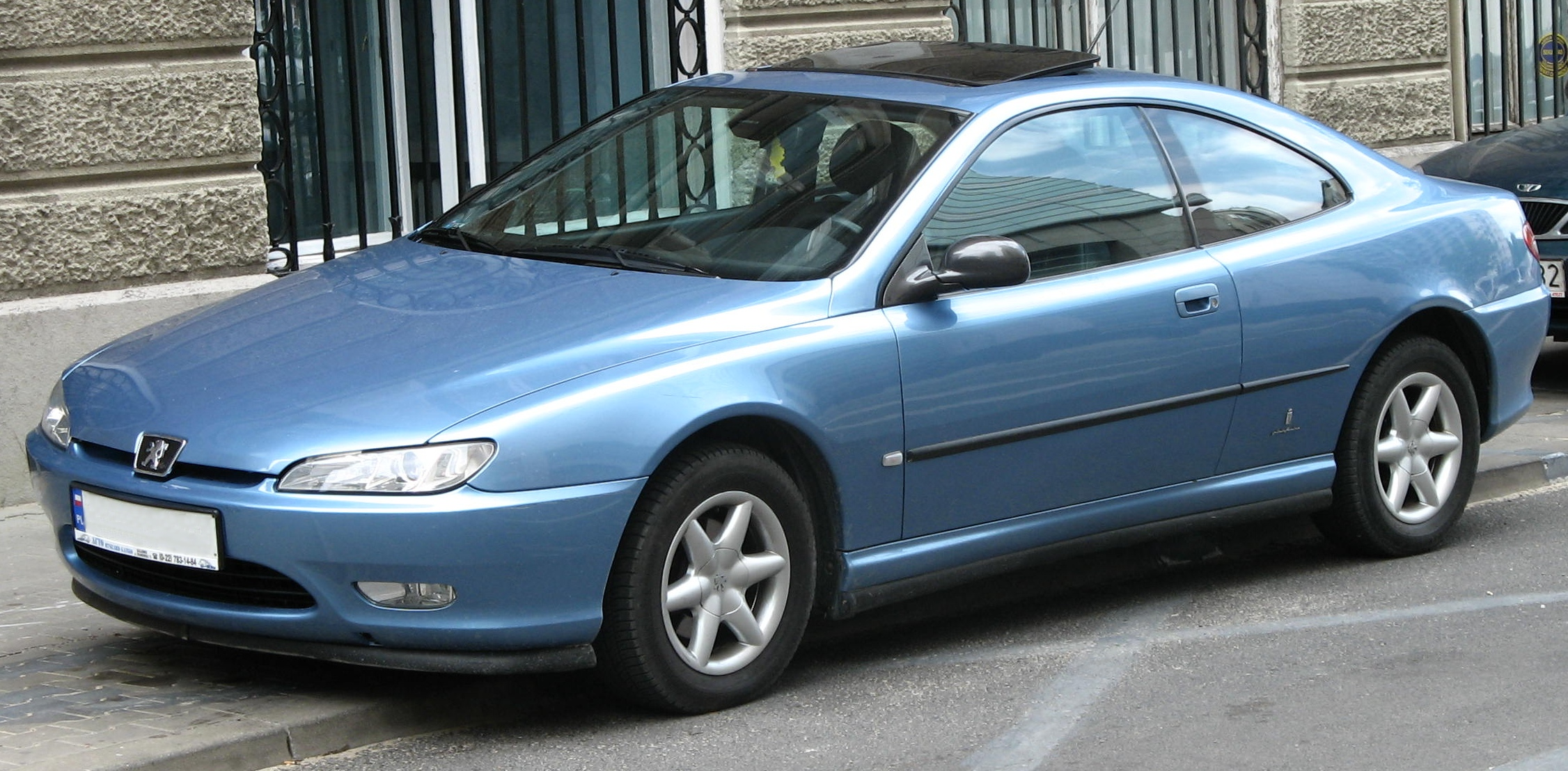
Peugeot 406 coupé
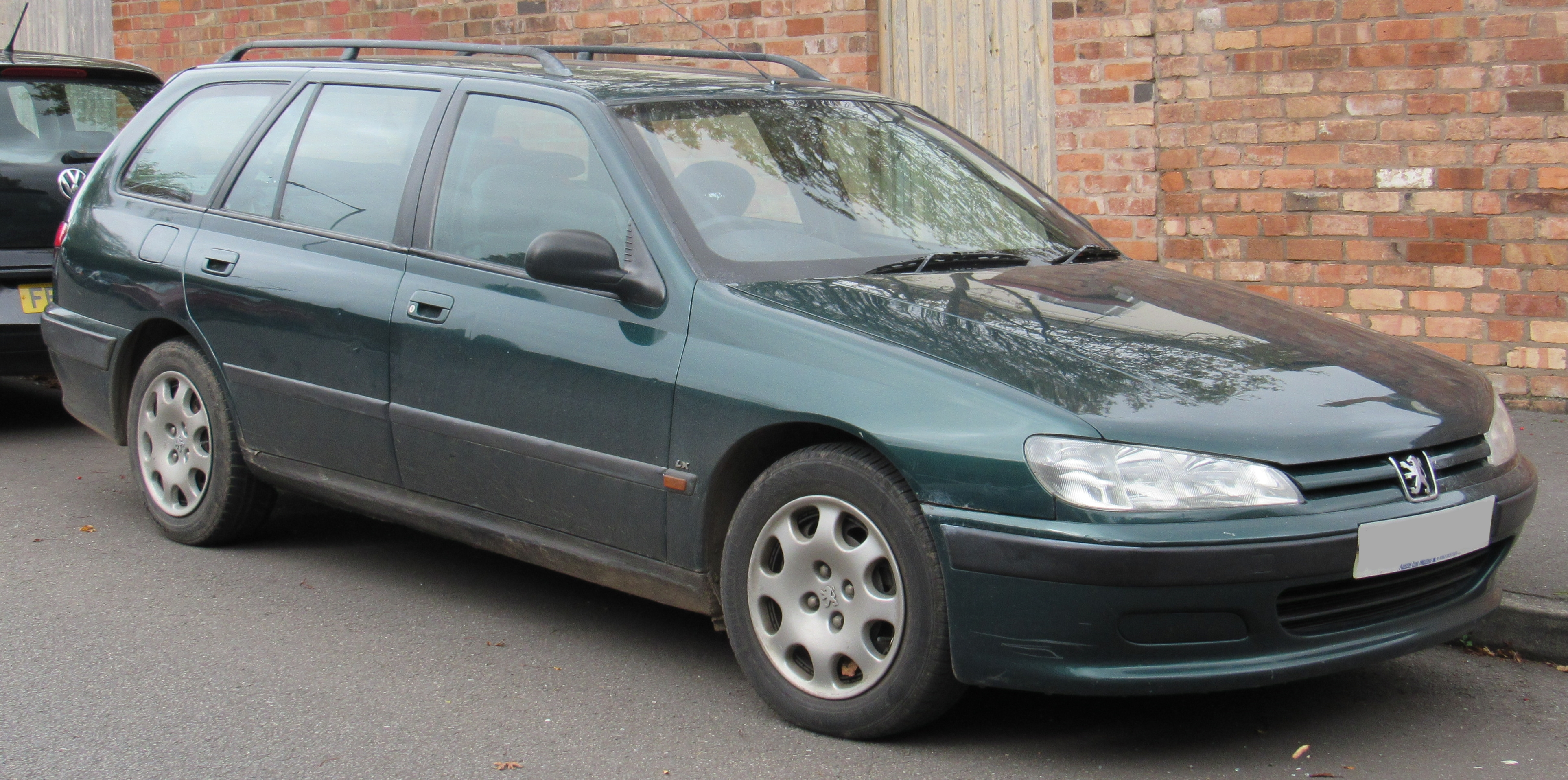
Peugeot 406 Break (pré-facelift)
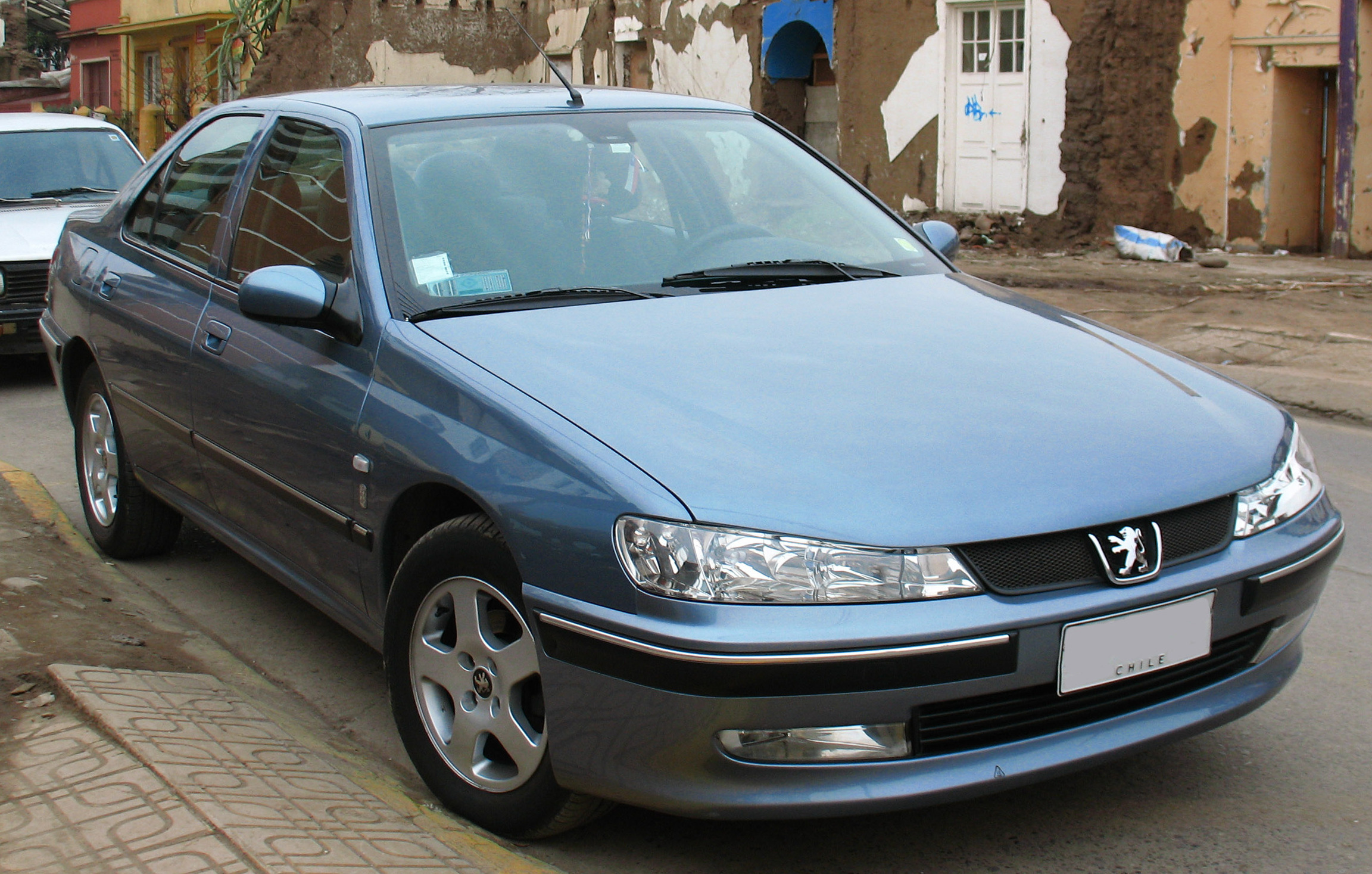
Peugeot 406 ST 1.8 (pós-facelift)
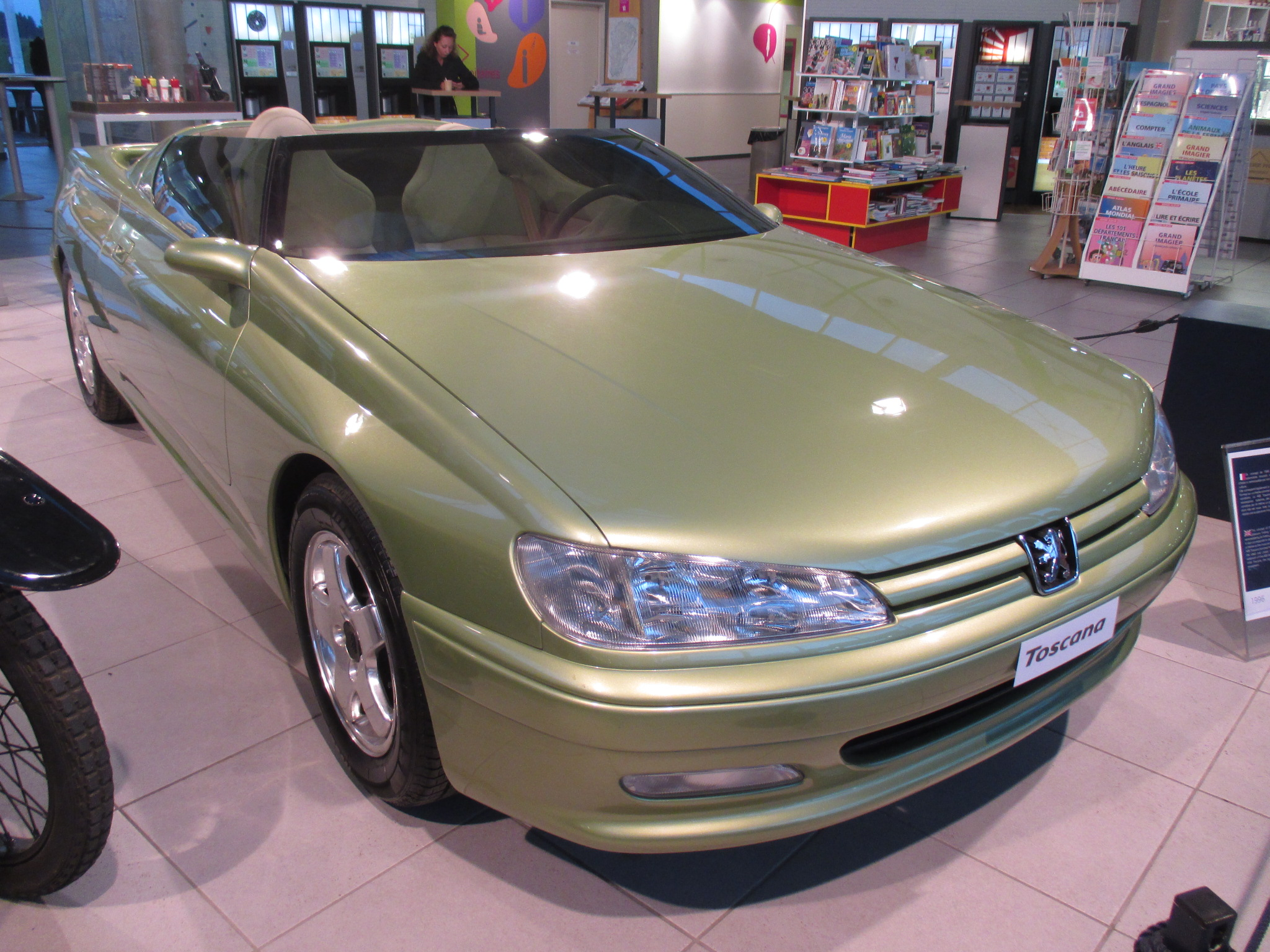
Conceito 406 toscana visto de frente
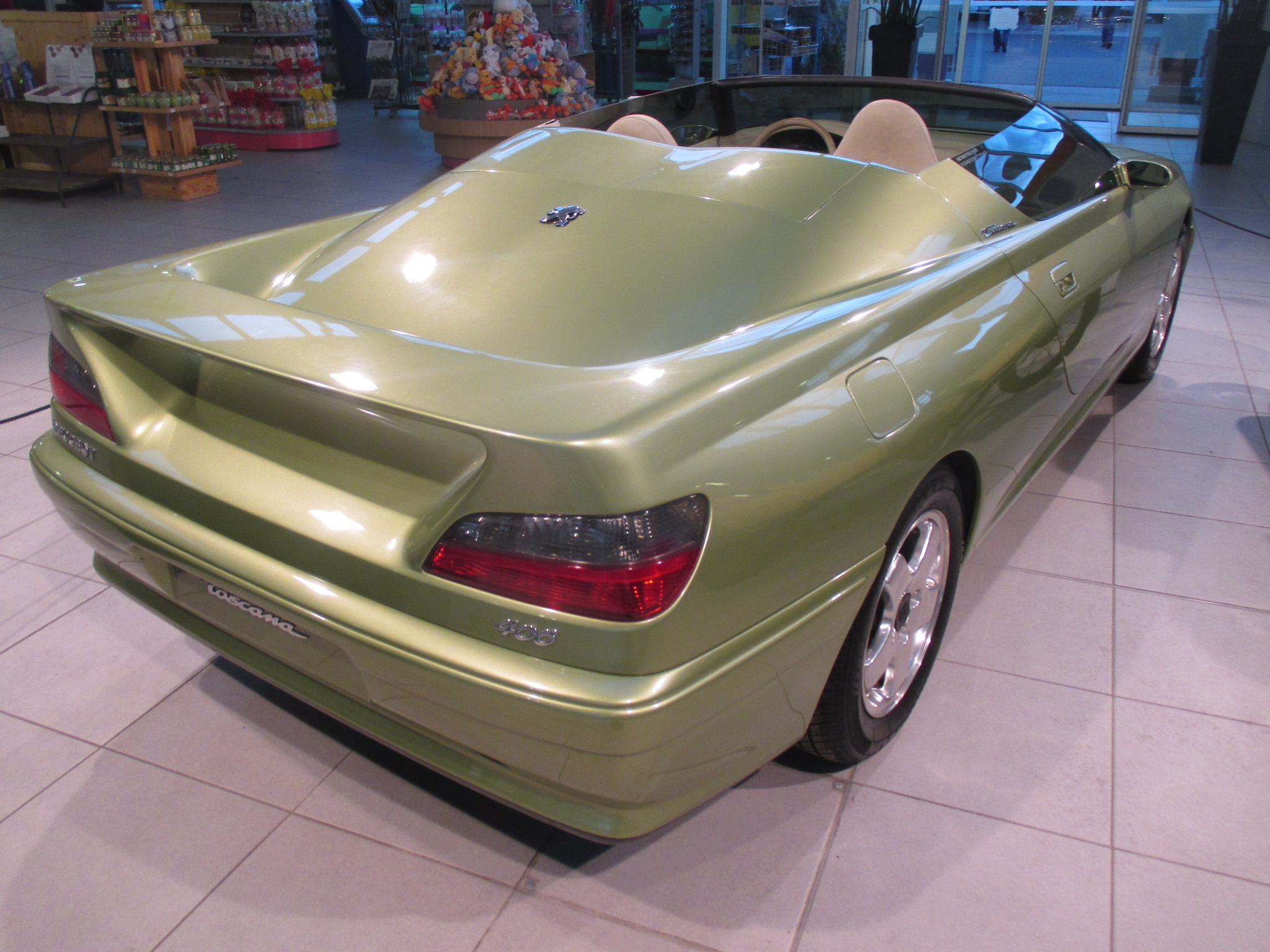
406 toscana visto por trás